# 코지모데미얀스크

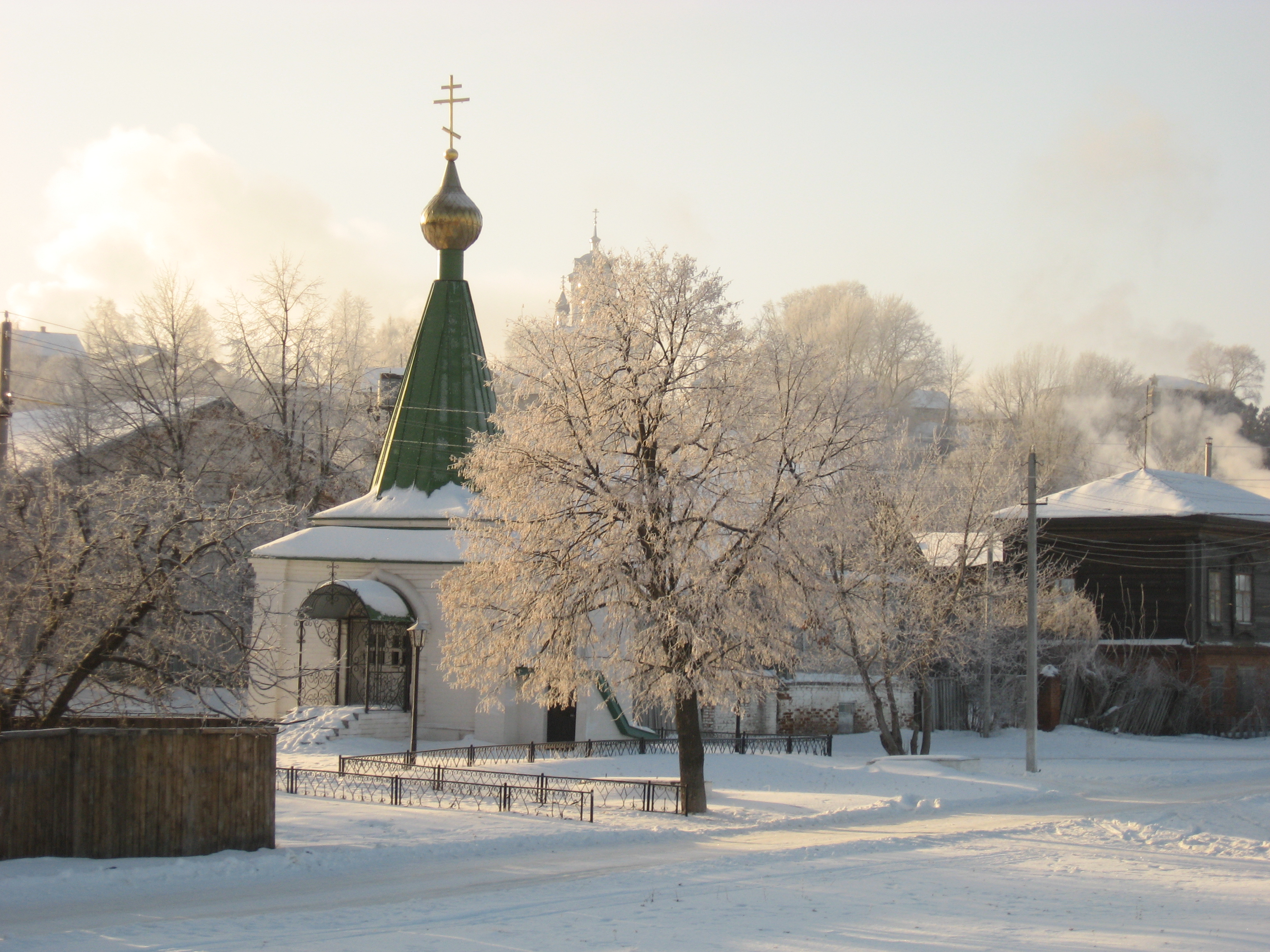

코지모데먄스크(러시아어: Козьмодемья́нск, 초지마리어: Цикмä, 산지마리어: Чыкма)는 러시아 마리옐 공화국의 도시이다. 베틀루가강과 인접해 있으며 인구는 22,771명(2002년 기준)이다.